# James Brown Sings Christmas Songs
James Brown Sings Christmas Songs è il diciassettesimo album in studio del cantante statunitense James Brown, pubblicato nel 1966.

## Tracce
1. Let's Make Christmas Mean Something This Year – 6:30
2. Sweet Little Baby Boy Part 1 – 2:40
3. Sweet Little Baby Boy Part 2 – 2:35
4. Merry Christmas, I Love You – 2:30
5. Signs of Christmas – 4:38
6. The Christmas Song (Version 2) – 2:45
7. Merry Christmas Baby – 3:54
8. The Christmas Song (Version 1) – 2:40
9. Please Come Home for Christmas – 3:20
10. This Is My Lonely Christmas Part 1 – 3:00
11. This Is My Lonely Christmas Part 2 – 4:45
12. Christmas in Heaven – 2:54